# Bário
O bário (do grego "barýs", pesado) é um elemento químico de símbolo Ba, número atômico 56 (56 prótons e 56 elétrons) com massa atómica 137 u. À temperatura ambiente, o bário encontra-se no estado sólido.
O bário é um elemento químico tóxico, macio, de aspecto prateado, com baixo ponto de fusão pertencente a família dos metais alcalino terrosos. É encontrado no mineral barita, não sendo encontrado livre na natureza, devido a sua elevada reatividade.
Os compostos deste metal são usados em pequenas quantidades para a produção de tintas e vidros. Também é usado foguetes pirotécnicos.
Foi descoberto em 1808 pelo inglês Humphry Davy.

## Características principais
O bário é um elemento metálico quimicamente semelhante ao cálcio, contudo é macio e, na forma pura, apresenta aspecto branco prateado semelhante ao chumbo. Este metal oxida-se muito facilmente quando exposto ao ar e é altamente reativo com água ou álcool. Alguns dos compostos de bário são notáveis pela elevada massa específica, como o sulfato de bário, BaSO4 (barita).

## Aplicações
O bário é usado principalmente em velas de ignição, tubos de vácuo, foguetes pirotécnicos, e em lâmpadas fluorescentes.
Outros usos:
- Na forma pura é utilizado em sistemas "getter", para a remoção de oxigênio e nitrogênio, em tubos de vácuo;
- O sulfato de bário é usado como pigmento branco em pinturas, como contraste em diagnósticos por raio-X,[3] e em vidros;
- A barita é usada extensivamente em fluidos para a perfuração de poços de petróleo e na produção da borracha;
- O carbonato de bário é usado como veneno para ratos[4] e também pode ser usado para a fabricação de vidros e tijolos;
- O nitrato de bário e cloreto de bário produzem chamas verdes em foguetes pirotécnicos;
- O sulfeto de bário impuro torna-se um poder de cobertura e não escurece quando exposto aos sulfetos;
- O Sulfato de Bário Precipitado é utilizado em baterias VRLA e outras formas de acumuladores de energia.

## História
O bário (do grego "barys" que significa "pesado") foi primeiramente identificado em 1774 por Carl Scheele num minério de espato denominado "pedra de Bolonha" (baritina), do qual extraiu um mineral de sulfato insolúvel em água. Devido a sua elevada densidade este mineral foi chamado de "barote" por Guyton de Morveau, mudado por Antoine Lavoisier para barita. O bário foi isolado em 1808, pela eletrólise do cloreto de bário, por Sir Humphry Davy na Inglaterra.

## Ocorrência
Como o bário é facilmente oxidado pelo ar, é difícil obter este metal na forma pura. É encontrado e extraído da barita, que é o sulfato de bário cristalizado. O bário é produzido comercialmente pela eletrólise do cloreto de bário fundido (BaCl2)
(cátodo): Ba2+ + 2elétrons ⇒ Ba
(anodo): 2 Cl- - 2 elétrons ⇒ Cl2 gasoso
O bário também pode ser obtido pela redução do óxido de bário com silício, no vácuo, a 1 200 °C.

## Compostos
Os compostos mais importantes do bário são: peróxido, cloreto, sulfato, carbonato, nitrato, e clorato.
Quando queimados produzem chamas verdes.

## Isótopos
São conhecidos 22 isótopos de bário. O bário natural é uma mistura de sete isótopos estáveis. Os demais são altamente radioativos com meias vidas de milissegundos até minutos. A única exceção é o Ba-133 que apresenta uma meia-vida de 10,51 anos.

## Precauções
Os compostos de bário quando dissolvidos em água são extremamente venenosos. O sulfato de bário pode ser usado em medicina, por via oral, como contraste porque não se dissolve e por ser eliminado rapidamente pelo trato digestivo. Não se deve confundir com o sulfeto de bário, pois este é solúvel em água e pode causar a morte do paciente.
A oxidação do bário ocorre muito facilmente e, para permanecer puro, deve ser mantido imerso em líquidos derivados de petróleo (como a querosene) ou outro líquido isento de oxigênio e ar.